# Bá tước xứ Huntingdon
Bá tước xứ Huntingdon (tiếng Anh: Earl of Huntingdon) là một tước hiệu đã được tạo ra nhiều lần trong Đẳng cấp quý tộc Anh. Tước hiệu thời trung cổ (tạo ra năm 1065) gắn liền với nhà cai trị Scotland (David của Scotland).
Lần tạo ra thứ bảy và gần đây nhất là vào năm 1529. Người hiện giữ tước hiệu là William Hastings-Bass, Bá tước thứ 17 của Huntingdon (sinh năm 1948).
Trong Văn học dân gian Anh, tước hiệu đã được liên kết với Robin Hood. Phim được sản xuất vào những năm 1980 ITV Phim truyền hình Robin of Sherwood với sự tham gia của nam diễn viên Michael Craig trong vai Robin Hood.

## Lịch sử ban đầu
Huntingdonshire là một phần của Vương quốc Đông Anglia, nơi sinh sống của một nhóm người được gọi là Gyrwas từ khoảng thế kỷ thứ VI. Nó bị sáp nhập vào Danes, thuộc địa của Danno vào thế kỷ thứ IX, nhưng đã bị tái chinh phục dưới thời Edward the Elder vào năm 915. Tước hiệu bá tước của Huntingdon được tạo ra ngay sau đó, và nó là một trong 7 bá tước của Saxon Anh trong thời trị vì của vua Edward the Confessor. Nó được tạo và trao cho Beorn Estrithson, anh em họ của Harold Godwinson (sau này là Vua Harold). Bá tước vào thời điểm đó mang quyền lực rộng lớn và bao phủ một vùng đáng kể của vùng East Midlands, bao gồm các quận Northamptonshire và Bedfordshire cũng như Huntingdonshire.

## Lần đầu tiên sáng lập tước hiệu (1065)
Năm 1065, Bá tước xứ Huntingdon được trao cho Waltheof, con trai của Siward, Bá tước của Northumbria. Waltheof vẫn giữ danh hiệu của mình sau Cuộc xâm lược Anh của người Norman vào năm 1066, và thậm chí sau cuộc nổi loạn của anh ta vào năm 1067, và kết hôn với Judith, cháu gái của Vua William. Tuy nhiên, sau cuộc nổi loạn lần thứ hai vào năm 1076, ông đã bị xử tử.
Tước vị được thừa kế bởi con gái của Waltheof là Maud, Nữ bá tước Huntingdon, và lần lượt được truyền cho chồng của bà, đầu tiên là Simon de Senlis và sau đó là David, Vua của Scotland.
Sau cái chết của Nữ bá tước Maud, và trong thời kỳ trị vì của Hoàng hậu Matilda và Vua Stephen, cùng với tình trạng vô chính phủ xảy ra sau đó, ngôi vị bá tước Huntingdon là đối tượng tranh chấp giữa các con trai của Maud là Simon II và Hoàng tử Henry, vì tước vị này được cả hai nắm giữ vào nhiều thời điểm khác nhau. Trong triều đại của Vua Henry II, sau cái chết của Simon II, tước vị này thuộc về những nhà cai trị Scotland, và các con trai của Hoàng tử Henry: đầu tiên là Malcolm, William, sau đó là David. Với cái chết của John, con trai của David vào năm 1237 mà không để lại người thừa kế, tước hiệu này đã chính thức bị thu hồi bởi Hoàng gia Anh.
- Waltheof (mất năm 1076)
- Judith xứ Lens, Nữ bá tước Huntingdon (c.1055 – sau 1086)
- Maud, Nữ bá tước xứ Huntingdon (1074–1130 / 31)
  - m. Simon I de Senlis, Bá tước xứ Huntingdon-Northampton (mất năm 1111)
  - m. David I của Scotland (khoảng 1084–1153)
- Henry, Bá tước xứ Northumbria (1114–1152)
- Simon II de Senlis, Bá tước xứ Huntingdon-Northampton (Bá tước thứ 4) (khoảng thời gian 1098–1153)
- Malcolm IV của Scotland (1141–1165)
- William I của Scotland (c.1142–1214)
- Simon III de Senlis (kế vị vào năm 1174, sau khi bị William, người đã kế vị làm vua của Scotland, bị truất quyền).
- David của Scotland, Bá tước xứ Huntingdon (Bá tước thứ 8) (1144–1219)
- John của Scotland, Bá tước xứ Huntingdon (Bá tước thứ 9) (1207–1237)

### Work cited
- Hesilrige, Arthur G. M. (1921). Debrett's Peerage and Titles of courtesy. 160A, Fleet street, London, UK: Dean & Son. tr. 491. Lưu trữ bản gốc ngày 3 tháng 1 năm 2022. Truy cập ngày 2 tháng 1 năm 2022. John DebrettQuản lý CS1: địa điểm (liên kết)
- Một hoặc nhiều câu trước bao gồm văn bản từ một ấn phẩm hiện thời trong phạm vi công cộng: Chisholm, Hugh biên tập (1911). “Huntingdon, Earls of”. Encyclopædia Britannica. 13 (ấn bản thứ 11). Cambridge University Press. tr. 949.Quản lý CS1: ngày tháng và năm (liên kết)